# توماكوماي (هوكايدو)
مدينة توماكوماي (بالإنجليزية: Tomakomai)‏ هي أحد المدن التابعة لمحافظة هوكايدو. تأسست رسميًا في 01/04/1948. ويقدر عدد سكانها بـ 173761 نسمة حسب تقدير مكتب الإحصاء الياباني لعام 2012. تبلغ مساحة توماكوماي 561.49 كم2. بكثافة سكانية تبلغ 309 نسمة/كم2.

## المناخ
يظهر الجدول التالي التغييرات المناخية على مدار السنة لتوماكوماي:
| البيانات المناخية لـتوماكوماي       | البيانات المناخية لـتوماكوماي | البيانات المناخية لـتوماكوماي | البيانات المناخية لـتوماكوماي | البيانات المناخية لـتوماكوماي | البيانات المناخية لـتوماكوماي | البيانات المناخية لـتوماكوماي | البيانات المناخية لـتوماكوماي | البيانات المناخية لـتوماكوماي | البيانات المناخية لـتوماكوماي | البيانات المناخية لـتوماكوماي | البيانات المناخية لـتوماكوماي | البيانات المناخية لـتوماكوماي | البيانات المناخية لـتوماكوماي |
| الشهر                               | يناير                         | فبراير                        | مارس                          | أبريل                         | مايو                          | يونيو                         | يوليو                         | أغسطس                         | سبتمبر                        | أكتوبر                        | نوفمبر                        | ديسمبر                        | المعدل السنوي                 |
| ----------------------------------- | ----------------------------- | ----------------------------- | ----------------------------- | ----------------------------- | ----------------------------- | ----------------------------- | ----------------------------- | ----------------------------- | ----------------------------- | ----------------------------- | ----------------------------- | ----------------------------- | ----------------------------- |
| متوسط درجة الحرارة الكبرى °م (°ف)   | 0.2 (32.4)                    | 0.5 (32.9)                    | 3.8 (38.8)                    | 9.2 (48.6)                    | 13.5 (56.3)                   | 16.7 (62.1)                   | 20.3 (68.5)                   | 23.1 (73.6)                   | 21.2 (70.2)                   | 15.8 (60.4)                   | 8.9 (48.0)                    | 2.8 (37.0)                    | 11.3 (52.4)                   |
| متوسط درجة الحرارة الصغرى °م (°ف)   | −8.3 (17.1)                   | −8.1 (17.4)                   | −3.9 (25.0)                   | 1.2 (34.2)                    | 6.2 (43.2)                    | 11.1 (52.0)                   | 15.6 (60.1)                   | 18.0 (64.4)                   | 13.3 (55.9)                   | 6.1 (43.0)                    | 0.1 (32.2)                    | −5.3 (22.5)                   | 3.8 (38.9)                    |
| الهطول مم (إنش)                     | 40.0 (1.57)                   | 33.7 (1.33)                   | 51.9 (2.04)                   | 79.7 (3.14)                   | 119.5 (4.70)                  | 95.8 (3.77)                   | 167.9 (6.61)                  | 205.0 (8.07)                  | 167.3 (6.59)                  | 103.5 (4.07)                  | 82.9 (3.26)                   | 50.9 (2.00)                   | 1٬198٫1 (47.15)               |
| متوسط تساقط الثلوج سم (إنش)         | 39 (15)                       | 39 (15)                       | 27 (11)                       | 4 (1.6)                       | 0 (0)                         | 0 (0)                         | 0 (0)                         | 0 (0)                         | 0 (0)                         | 0 (0)                         | 4 (1.6)                       | 27 (11)                       | 140 (55.2)                    |
| متوسط أيام هطول الأمطار (≥ 0.5 mm)  | 7.2                           | 7.1                           | 9.1                           | 8.4                           | 9.4                           | 8.5                           | 11.2                          | 11.1                          | 10.1                          | 9.2                           | 9.0                           | 8.2                           | 108.5                         |
| متوسط الأيام المثلجة                | 24.6                          | 24.6                          | 14.2                          | 1.2                           | 0                             | 0                             | 0                             | 0                             | 0                             | 0.1                           | 1.5                           | 13.5                          | 79.7                          |
| متوسط الرطوبة النسبية (%)           | 70                            | 70                            | 71                            | 75                            | 79                            | 88                            | 86                            | 79                            | 73                            | 69                            | 68                            | 76                            | 75                            |
| ساعات سطوع الشمس الشهرية            | 141.3                         | 141.2                         | 165.7                         | 171.0                         | 171.7                         | 123.3                         | 98.4                          | 118.9                         | 153.3                         | 163.1                         | 129.1                         | 126.2                         | 1٬703٫2                       |
| المصدر: Japan Meteorological Agency |                               |                               |                               |                               |                               |                               |                               |                               |                               |                               |                               |                               |                               |

## توأمة
لتوماكوماي (هوكايدو) اتفاقيات توأمة مع كل من:
- هاتشيؤوجي (10 أغسطس 1973 - )
- نيكو (1 أكتوبر 2006 - )
- نيبيار (22 أبريل 1980 - )
- تشنهوانغداو (1 سبتمبر 1998 - )

## أعلام
- جون هوري
- كازوهيكو سوغاوارا
- سيجي تاكاهاشي
- أسامي كيمورا
- كازويا كواباتا